# Natalophobie
La natalophobie (littéralement : la phobie de Noël) est considérée comme un trouble anxieux. Elle désigne l'angoisse, l'appréhension, le sentiment de mal-être, la déprime voire la tristesse que l'on peut ressentir à l'approche de Noël.

## Étymologie
Le terme natalophobie est un « monstre » linguistique selon l'Académie française, un mélange incongru de latin (de l'adjectif natalis dont est issu « Noël ») et de grec (de φόβος / phóbos signifiant « frayeur », « crainte », « répulsion »).
Les anglophones parlent du Holiday syndrome ou « syndrome des fêtes », un terme utilisé pour la première fois en 1955 par le psychanalyste américain James Cattel et reprit dans la presse américaine depuis les années 1980.

## Symptômes et causes

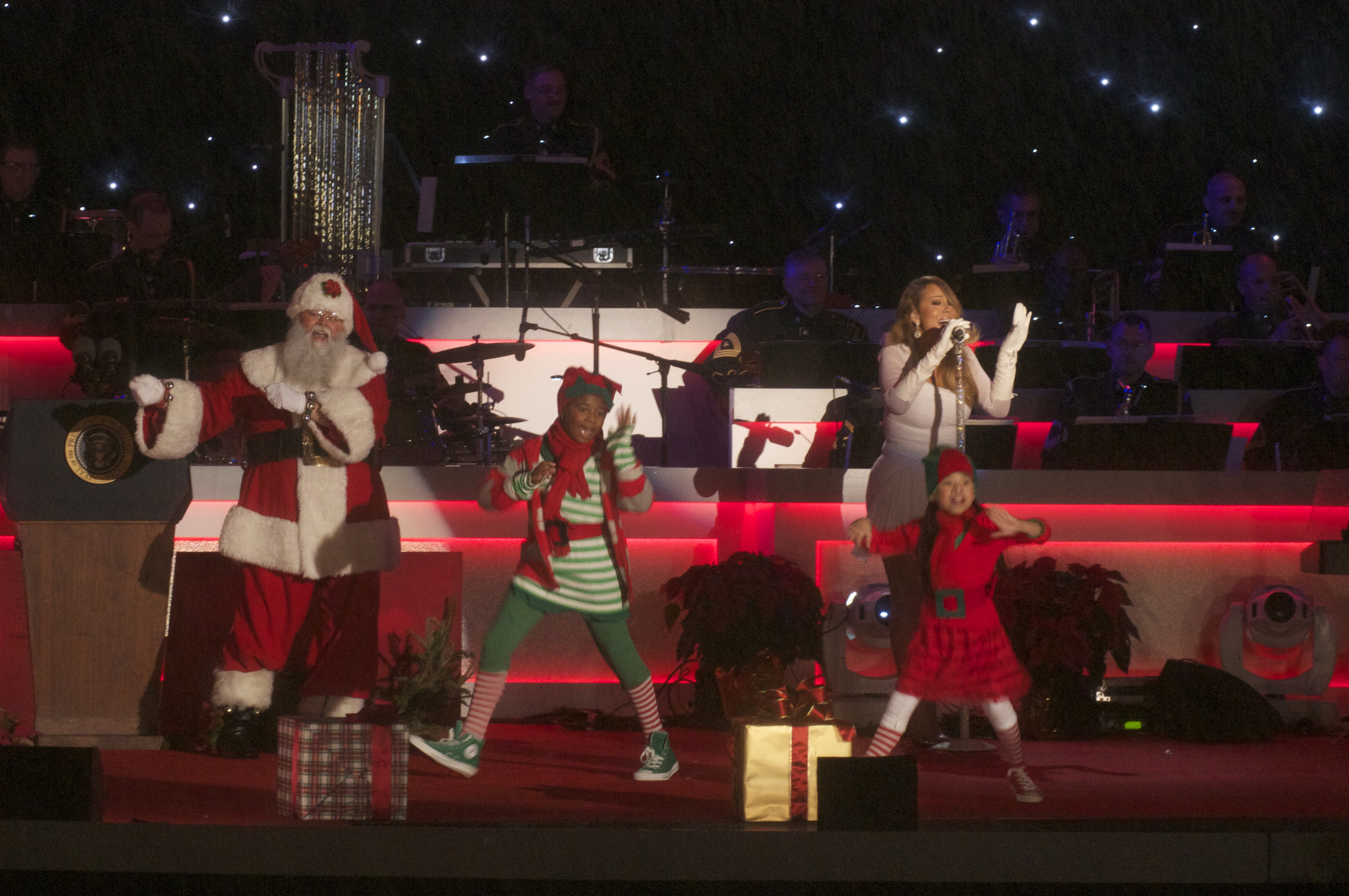
Mariah Carey chantant All I Want for Christmas Is You (2013).

D'après Le Point, de nombreux psychologues reconnaissent que Noël devient l'un des principaux sujets abordés dans leur cabinet dès la mi-octobre, tendance confirmée chez les ostéopathes. La détresse psychologique et l'anxiété anticipatoire peuvent en effet apparaître plusieurs semaines en amont, dès les premières évocations des fêtes de fin d'année : diffusion de films et chants de Noël, publicités autour des cadeaux de Noël, illuminations et décorations de Noël dans les rues et magasins... 
Les natalophobes sont susceptibles de ressentir une irritabilité, des troubles digestifs, une accélération du rythme cardiaque ou encore des phénomènes de somatisation comme des crises d'eczéma au contact de certains symboles (Père Noël, sapin de Noël, calendrier de l'Avent...). Pour Fanny Jacq, médecin psychiatre et directrice de santé chez Qare, « cette période contient tous les ingrédients générateurs de stress : envie de bien faire et de faire plaisir, pression sociale et regard de l'autre, peur de ne pas être à la hauteur, considérations financières, tensions familiales et sentiment d'obligation » si bien que des symptômes physiques tels que des migraines peuvent apparaître au moment des fêtes de fin d'année, « comme si, inconsciemment, le corps fournissait au patient une excuse valable pour sécher le repas de famille tant redouté du 24 ou 25 décembre ».

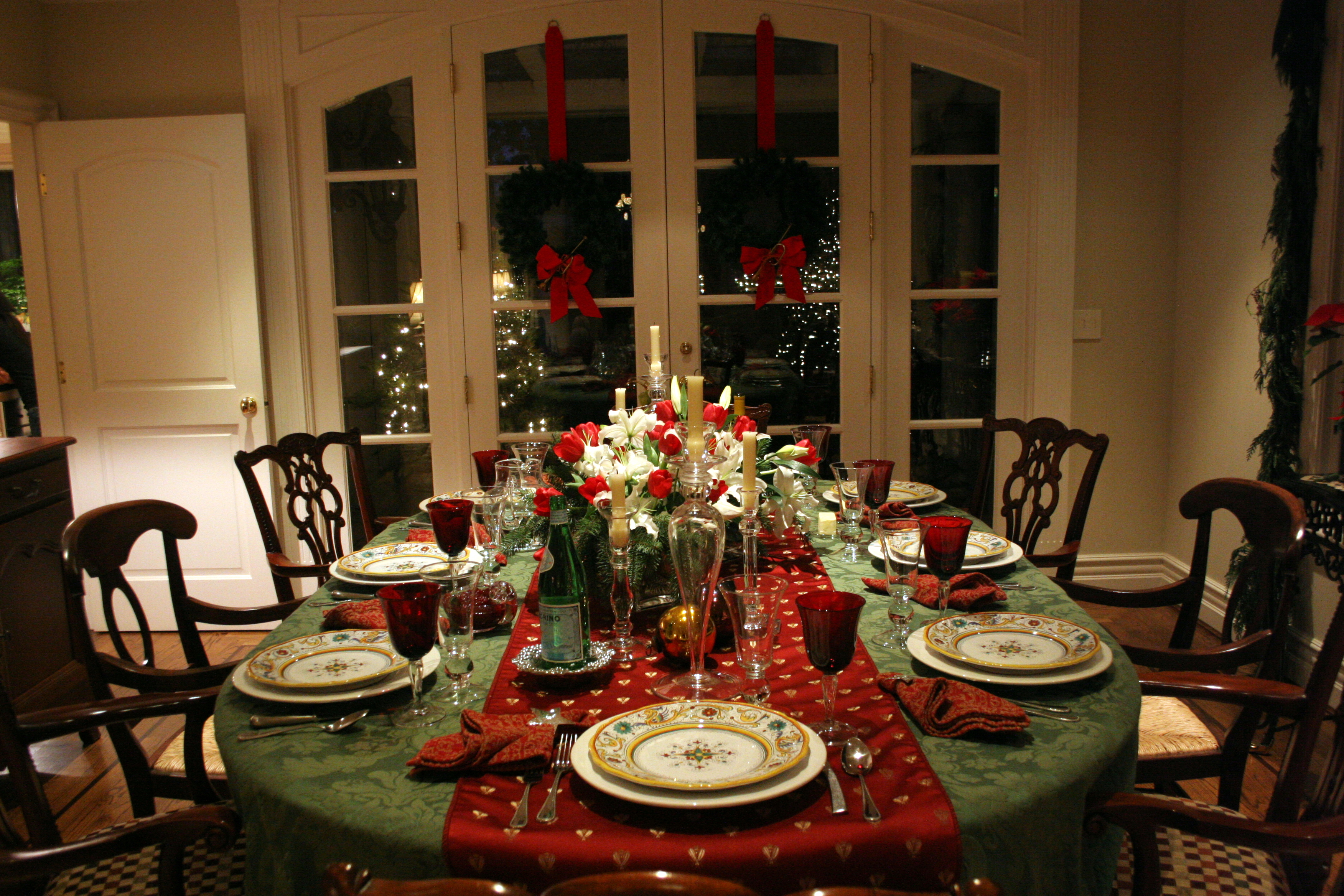
Dressage d'une table de Noël.

La natalophobie peut trouver son origine dans la peur de la solitude, les difficultés financières, la pression des conventions sociales, la crainte de conflits familiaux, la peur du jugement, le souvenir d'un deuil ou tout autre événement traumatique associé à cette période. Souffrir de natalophobie peut être une source importante de culpabilité voire de honte, Noël étant généralement considéré comme un événement heureux, source de joies et de retrouvailles. Pour la philosophe et psychothérapeute Nicole Prieur, l'exigence de bonheur peut être un véritable désarroi : « Il y a un contexte de la société qui survalorise cette fête. Elle continue à garder un côté un peu sacré, même si elle est largement laïque. Et elle symbolise la fête de l'espoir, de la générosité, de la joie. D'où les déceptions encore plus grandes ».  
D'après un sondage IFOP paru en 2022, 51 % des Français ont indiqué être stressés à l'approche de Noël, un pourcentage en hausse de quatre points par rapport à 2021 (47 %) et en hausse de douze points par rapport à 2020 (39 %). Chez certaines personnes, l'éloignement géographique peut provoquer une tristesse profonde à l'approche de Noël si elles ne peuvent pas partager ce moment avec eux. 

## Traitement
Des exercices basés sur les thérapies comportementales et cognitives et axés autour de la pensée positive et la confiance en soi peuvent être mis en place. Pour l'ostéopathe Roger Fiametti qui a consacré un livre aux angoissés de Noël, « l'intérêt c'est que les gens comprennent pourquoi cette angoisse ou ce stress face à la fête ou à l'approche de la fête de Noël existe (...) et retrouver cette magie de Noël qu'on a connue quand on était petit, pour ceux qui l'ont connue ».

## Dans la culture populaire
La pièce de théâtre comique et burlesque Le père Noël est une ordure, créée en 1979 par la troupe du Splendid et adaptée au cinéma en 1982 avec le film du même nom, met en scène plusieurs personnages accablés de solitude, déprimés voire suicidaires le soir de Noël.